# Drayton (Cherwell)
Pour les articles homonymes, voir Drayton.
Drayton est une paroisse civile et un village de l'Oxfordshire, en Angleterre.